# عندما كان الأب بعيدا في العمل (فلم)
عندما كان الأب بعيدًا في العمل (باللغة الصربية: Отац на службеном путу/ الكرواتية: Otac na službenom putu,) فيلم دراما يوغوسلافي لعام 1985 للمخرج الصربي أمير كوستوريتسا. كتب السيناريو المسرحي البوسني عبد الله سدران. تدور أحداث الفيلم في يوغوسلافيا بعد الحرب العالمية الثانية  خلال فترة «انفورم بيرو Informbiro» (حقبة من تاريخ يوغوسلافيا بعد انقسام تيتو وستالين في منتصف عام 1948 والتي استمرت حتى التقارب بين البلدين مرة أخرى في عام 1955).
فاز الفيلم بجائزة السعفة الذهبية في مهرجان كان السينمائي عام 1985، وترشح لجائزة الأوسكار لأفضل فيلم بلغة أجنبية.

## طاقم التمثيل
- مورينو دي بارتولي: في دور مالك مالكوي
- ميكي مانوجلوفيتش: في دور محمد «ميشا» مالكوت
- ميريانا كارانوفيتش: في دور سينيجا «سينا» مالكو
- ميرا فورلان: في دور أنكيكا فيدمار
- مصطفى ناداريفيتش: في دور زيجا ذو الفقار باشيتش
- بريدراج لاكوفيتش: في دور فرانجو
- بافلي فوجيسيك: في دور مظفر ذو الفقارباسيتش
- سلوبودان أليجروديك: في دور أوستوجا سيكيتش
- ألكسندر دورييف: في دور د. يفجيني لياخوف
- سيلفيجا بوهاريتش: في دور ماشا لياكوف
- أمير هادزيهافيزبيغوفيتش: في دور فهرو ذو الفقارباشيتش
- دافور دوجموفيتش: في دور ميرزا مالكو
- إيفا راس: في دور إيلونكا بتروفيتش
- يلينا كوفيتش: في دور ناتاشا بتروفيتش
- عامر كابيتانوفيتش: في دور سيرجوتا بتروفيتش
- زوران رادميلوفيتش: في دور بركو طيار
- الزعيم مظفيريّة: في دور الرئيس
- توميزلاك جريك: في دور هامدو مالكوك (الحلاق)[5]

## ملخص أحداث الفيلم
تجري أحداث الفيلم في يونيو 1950، حيث السكير زيكا فرانجو سيريناديس يغني للعمال الميدانيين، وهو في حالة سكر. زيكا يغني الأغاني المكسيكية، من منطلق الحفاظ على نفسه، ويرى أنه من الآمن بالنسبة له الابتعاد عن الأغاني الصادرة من أي من القوتين العظميين المهيمنتين، الولايات المتحدة والاتحاد السوفيتي، في المناخ الحالي للحرب الباردة. كانت يوغوسلافيا في هذه المرحلة تواجه جهازًا داخليًا قمعيًا يتطلع إلى تحديد وإزالة أعداء الدولة في أعقاب انقسام تيتو وستالين. يتسلق الأطفال المحليون الأشجار ويلعبون، ويشاركهم اللعب الصبي «مالك»، الذي تخبره والدته سينا أن والده في رحلة عمل. مالك يعاني من داء المشي أثناء النوم بشكل مزمن. والد مالك هو الموظف الشيوعي ميشا، الذي تعرض لعقوبة من صهره زيجو، شقيق سينا، وهو موظف شيوعي يشغل أعلى المناصب، وعندما سمع ميشا يدلى بملاحظة حول رسم كاريكاتوري سياسي بخصوص انقسام تيتو ستالين في صحيفة بوليتيكا، قام بإرساله إلى معسكر عمل. تلحق سينا والأطفال بعد فترة، بزوجها في زفورنيك. يلتقي مالك بالفتاة ماسة، وهي ابنة طبيب روسي، ويقع في حبها، ويراها لآخر مرة عندما أخذتها سيارة الإسعاف بعيدًا. يشهد مالك علاقة والده مع طيارة في حفل زفاف خاله فهرو. سينا تتصالح مع شقيقها زيجو الذي تم تشخيص إصابته بمرض السكري.

## استقبال الفيلم
وصف الكاتب دانيلو كيش الفيلم بأنه «مسعى فني وأخلاقي». كتبت جانيت ماسلين من صحيفة نيويورك تايمز: «الفضل في الفيلم إلى الصورة الفكاهية لشخصياته الغنية بالتفاصيل». كتب ريتشارد كورليس ناقد مجلة تايم: «الفيلم يستحق المشاهدة على الرغم من الافتقار إلى الإعدادات الفاتنة أو الشخصيات».
منح ليونارد مالتين في دليل الأفلام لعام 2015، ثلاث نجوم ونصف للفيلم، مشيدًا به باعتباره ساحر. صنفت مجلة هوليوود ريبورتر في عام 2016، الفيلم في المرتبة 26 كأفضل فيلم يفوز بالسعفة الذهبية، مستشهدة به لتصويره كيف أن الفكاهة والقوة الغامضة للعائلة تتفوق على كل شيء.
منح موقع الطماطم الفاسدة الفيلم تقييم مقداره 100% بناء على آراء 7 نقاد سينمائيين.

## الجوائز والترشيحات
مهرجان كان السينمائي الدولي 1985: فاز المخرج إمير كوستوريكا بالسعفة الذهبية، وفاز بجائزة الاتحاد الدولي للنقاد السينمائيين.
المجلس الوطني للمراجعة (1986 الولايات المتحدة): فاز بأفضل فيلم أجنبي.
مهرجان بولا السينمائي  (1985 كرواتيا): فاز بجائزة بيج جولدن أرينا Golden Arena لأفضل فيلم، وأفضل ممثلة (ميريانا كارانوفيتش).
جوائز الأوسكار 1986: ترشح لجائزة أفضل فيلم أجنبي.
جوائز ديفيد دي دوناتيلو (1985 إيطاليا) ترشح لجائزة أفضل مخرج (إمير كوستوريكا).
جوائز جولدن جلوب 1986: ترشح لجائزة أفضل فيلم أجنبي.

## وصلات خارجية
- مقالات تستعمل روابط فنية بلا صلة مع ويكي بيانات